# 下口複齒脂鯉
下口複齒脂鯉為輻鰭魚綱脂鯉目琴脂鯉亞目複齒脂鯉科的其中一種，為熱帶淡水魚，分布於非洲喀麥隆Ntem河、加彭Ogowe合及剛果共和國Kouilou河流域，體長可達19.5公分，棲息在底中層水域，生活習性不明。

## 扩展阅读
維基物種上的相關：下口複齒脂鯉